# Psychotria trujilloi
Psychotria trujilloi är en måreväxtart som beskrevs av Julian Alfred Steyermark. Psychotria trujilloi ingår i släktet Psychotria och familjen måreväxter.

## Underarter
Arten delas in i följande underarter:
- P. t. trujilloi
- P. t. yaracuyensis